# Palazzo Castriota
Le palazzo Castriota ou palazzo del Tufo est l'un des principaux palais monumentaux de Naples situé dans le cœur de la vieille ville au numéro 10 de la via Santa Maria di Costantinopoli. Construit au XVIe siècle, il constitue un bel exemple d'architecture Renaissance et baroque.

## Description
L'édifice, qui appartenait à la famille Castriota Scanderbeg, présente une façade ornée de simples briques avec un portail en pierres de taille alternées de marbre. Il est acquis par le marquis Pisacane qui le rehausse d'un étage.
Deux entrées à l'intérieur ouvrent à l'étage supérieur; des colonnes de côté sont ajoutées pendant une restauration survenue au XVIIIe siècle. Le marquis fit aussi agrandir le jardin que l'on rejoint par un petit passage entre deux murs de la cour, formant une fontaine qui est réalisée au XVIIIe siècle et qui ferme la perspective.
À l'intérieur du palais sur le mur de droite, on remarque le portail qui appartenait au palazzo Piscicelli et qui ornait l'entrée à la chapelle Santa Maria di Mezzagosto. Il fut transféré ici en 1889 pour permettre la démolition du palais. On peut lire en épigraphe les mots suivants :
« QUESTO ANTICO ARCO
CELEBRATO LAVORO DEL XV SECOLO
GIA PARTE DEL PROSPETTO
DELLA VETUSTA GENTILIZIA CAPPELLA
DI S.MARIA DI MEZZAGOSTO NEL VICO PISCICELLI
PER ODIERNE OPERE DI SANAZIONE
DI QUESTA CITTA
IL PROPRIETARIO CONTE GIOACCHINO SABATELLI
QUI POSE L'ANNO 1889 »

## Galerie photographique

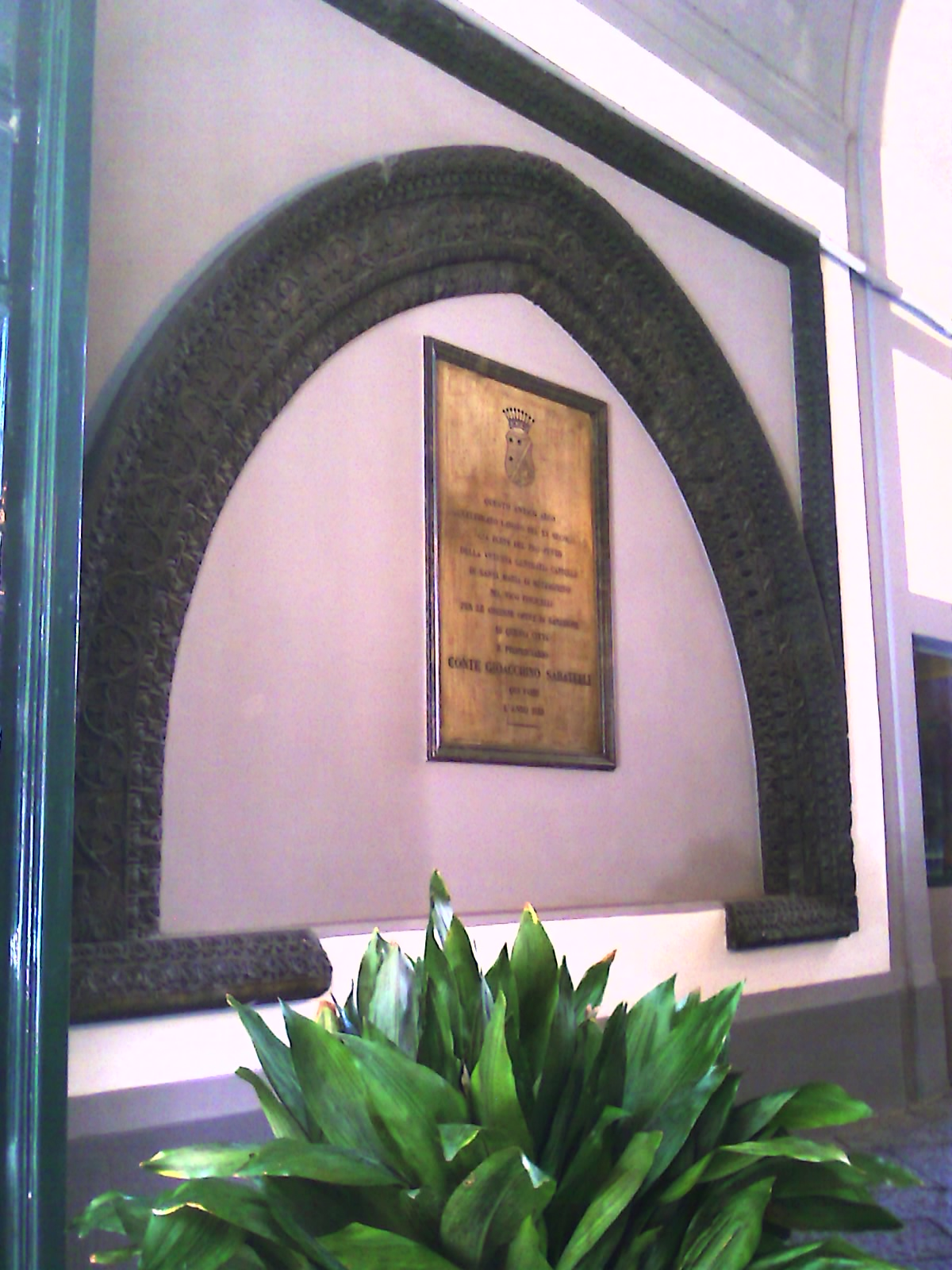
Portail du palazzo Piscicelli
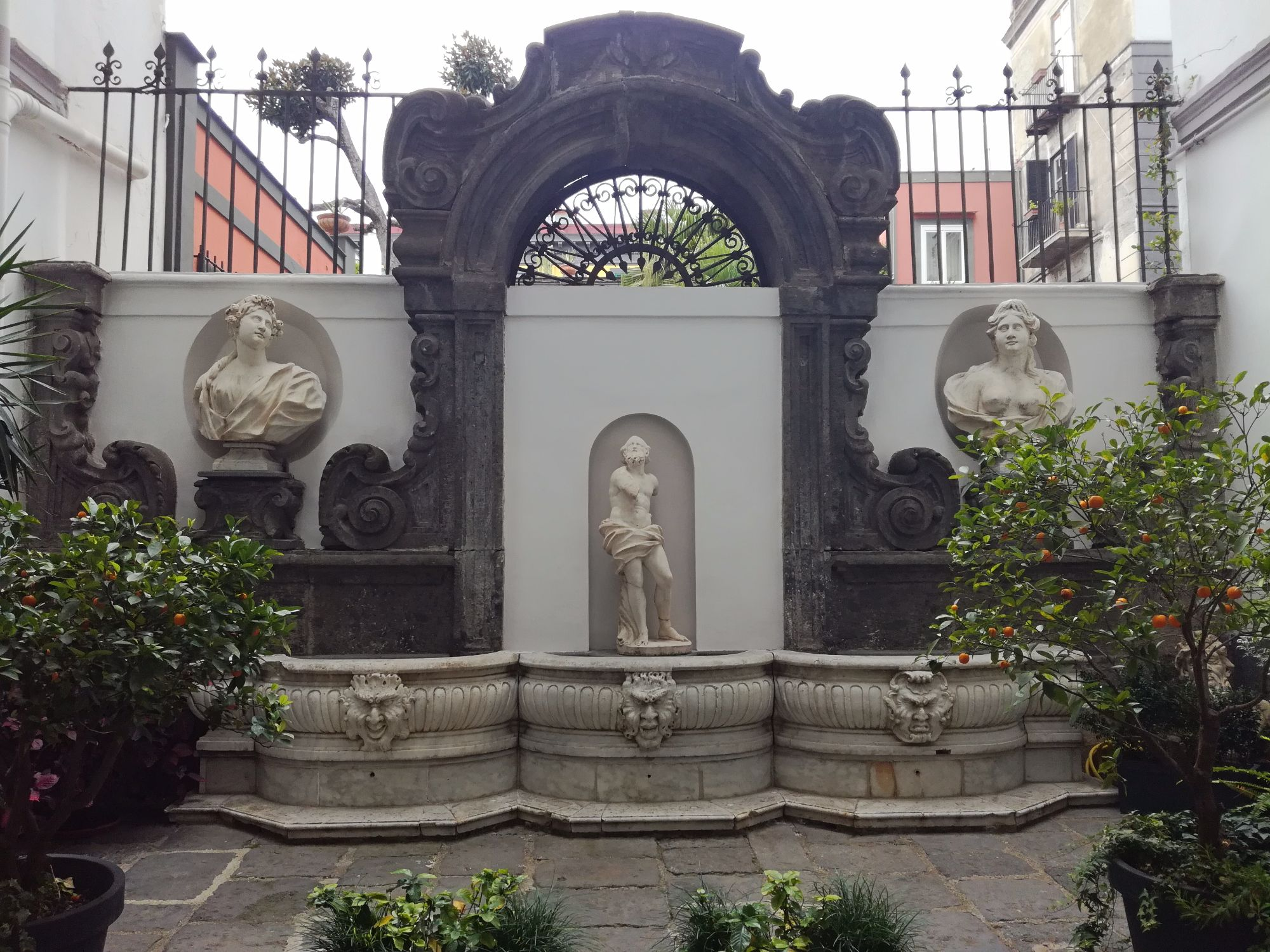
Fond de la cour d'honneur avec la fontaine du XVIIIe siècle

## Source de la traduction
- (it) Cet article est partiellement ou en totalité issu de l’article de Wikipédia en italien intitulé « Palazzo Castriota Scanderbeg » (voir la liste des auteurs).